# Una difesa dell'aborto
Una difesa dell'aborto (A Defence of Abortion) è un saggio scritto da Judith Jarvis Thomson, pubblicato su Philosophy & Public Affairs nel 1971. Il testo tratta la questione bioetica dell'interruzione di gravidanza: partendo dal presupposto che il feto abbia diritto alla vita, la Thomson usa un esperimento mentale per sostenere che il diritto della donna incinta di controllare il proprio corpo e le proprie funzioni vitali prevarica il diritto alla vita del feto; per questo motivo l'aborto può essere considerato come moralmente accettabile.
Le tesi della Thomson hanno sollevato molte critiche sia da parte dei pro-choice che da parte dei pro-life, tuttavia il testo è tutt'oggi difeso e usato come possibile giustificazione morale dell'aborto. 
La metafora del violinista e le controverse conclusioni della Thomson hanno reso Una difesa dell'aborto probabilmente "il saggio più largamente ristampato di tutta la filosofia contemporanea".

## Contenuti

### Il violinista
La Thomson parte dal presupposto che il feto abbia effettivamente diritto alla vita, ma allo stesso tempo difende la legittimità morale dell'aborto usando l'esperimento mentale del Violinista:
(Judith Jarvis Thomson, A Defence of Abortion, 1971, traduzione italiana 1992)
La Thomson afferma che si potrebbe legittimamente chiedere di essere staccati dal violinista, anche se ciò causerà la sua morte: il diritto alla vita, secondo la Thomson, non implica il diritto a disporre del corpo di un'altra persona, e per questo staccarsi dal violinista non viola il suo diritto alla vita, ma semplicemente lo priva dell'uso di un corpo altrui, cosa di cui non ha diritto. Permettere al violinista di sfruttare i reni di un'altra persona sarebbe senza dubbio molto gentile, ma non un obbligo morale.
Per la stessa ragione, secondo la Thomson, l'aborto non viola il legittimo diritto alla vita del feto, ma semplicemente priva il feto dell'utilizzo del corpo della donna incinta, cosa che non rientra tra i diritti del feto. Quindi, scegliendo di porre fine a una gravidanza, la donna non viola alcun obbligo morale; al contrario, una donna che sceglie di portare avanti una gravidanza è una buona samaritana che va oltre i suoi obblighi morali per amore del bambino nel suo grembo.

### Il bambino in fase di crescita
La Thomson critica anche l'opinione comune di determinare il diritto di abortire di una donna dalla scelta di una terza parte, del personale sanitario a cui toccherà eseguire fisicamente l'aborto. Nella maggior parte dei casi la donna non può abortire da sola, per cui il suo diritto a abortire dipende dalla volontà del medico di eseguire l'operazione; se il medico nega l'aborto, la donna è privata del suo diritto. Secondo la Thomson, basare il diritto della donna sull'accettazione o sul rifiuto di un dottore equivale a negare lo status di persona della madre (diritto su cui si insiste tanto, quando si parla invece del feto) e, conseguentemente, il suo diritto a disporre del proprio corpo. Per sostenere la sua tesi, la Thomson presenta l'esperimento mentale del bambino in crescita:
(Judith Jarvis Thomson, A Defence of Abortion, 1971, traduzione italiana 1992)
Secondo la Thomson, una parte terza non può scegliere chi uccidere tra la persona schiacciata e il bambino; ma ciò non significa che la persona che sta per essere schiacciata non possa agire per autodifesa e attaccare il bambino per salvare la propria vita. Allo stesso modo, una donna incinta può essere paragonata alla casa, il feto al bambino in crescita; in questo caso, la vita della madre è minacciata dal feto stesso e - poiché non c'è motivo per cui la vita della madre dovrebbe essere minacciata - non c'è motivo per cui il feto debba minacciare una vita altrui. Entrambe le parti sono innocenti, e nessuna parte terza può intervenire; ma la persona minacciata può intervenire e fare una scelta, il che significa che una madre può moralmente scegliere di abortire.
Nel capitolo successivo, la Thomson approfondisce la tesi del bambino in crescita e sottolinea sia la prevalenza del diritto della madre su quello del feto, sia l'inammissibilità della prevalenza della volontà della parte terza su quella della madre. Se non fosse possibile sostenere il diritto della donna a ottenere un aborto, allora si negherebbe anche il diritto della donna di disporre del proprio corpo. Secondo la Thomson nessuno è personalmente obbligato a aiutare la donna a abortire, ma questo non preclude che qualcun altro possa farlo al posto nostro. La casa appartiene alla persona schiacciata; allo stesso modo il corpo della donna incinta appartiene alla madre, e non al feto. 
terzi non possano fare niente. Di certo ci consente di vedere come una terza persona che dica: «Non posso scegliere tra di voi» e reputi ciò imparzialità, stia solo prendendo in giro se stesso.»
(Judith Jarvis Thomson, A Defence of Abortion, 1971, traduzione italiana 1992)

### I semi delle persone
Per affrontare il caso di gravidanze non desiderate dovute a rapporti consenzienti, la Thomson usa l'esempio dei 'semi delle persone':
fine mesh screens, the very best you can buy. As can happen, however, and on very, very rare occasions does happen, one of the screens is defective, and a seed drifts in and takes root. Does the person-plant who now develops have a right to the use of your house? Surely not--despite the fact that you voluntarily opened your windows, you knowingly kept carpets and upholstered furniture, and you knew that screens were sometimes defective. Someone may argue that you are responsible for its rooting, that it does have a right to your house, because after all you could have lived out your life with bare floors and furniture, or with sealed windows and doors.»
(Judith Jarvis Thomson, A Defence of Abortion, 1971, traduzione italiana 1992)
In questo caso, i semi delle persone che fluttuano nell'aria ed entrano dalla finestra rappresentano le gravidanze che avvengono nonostante la contraccezione (rappresentata dagli schermi di protezione). La donna non vuole che un seme di persona entri in casa e si annidi nella tappezzeria, pertanto difende la propria casa con uno schermo di protezione. Ma nel caso in cui un seme riesca a superare lo schermo di protezione, il fatto che la donna abbia aperto la finestra schermata nonostante fosse consapevole del rischio che lo schermo non funzionasse a dovere non priva la donna della possibilità di sbarazzarsi dell'intruso indesiderato.
La Thomson inoltre anticipa alcune critiche affermando che l'idea che una donna che non desideri una gravidanza viva senza tappezzeria o con porte e finestre sbarrate è assurda tanto quanto l'idea che una donna possa evitare una gravidanza derivata da uno stupro semplicemente con una isterectomia preventiva. Nella maggior parte dei casi il feto non ha quindi un diritto alla vita tale da prevaricare il diritto della madre di disporre del proprio corpo, ma semplicemente ha un diritto a non essere ucciso ingiustamente - e non sempre l'aborto è considerabile come una uccisione ingiusta.

## Critiche
In generale le critiche alle tesi della Thomson garantiscono la liceità di staccare i propri reni dal corpo del violinista, ma contestano l'inferenza secondo cui l'aborto è moralmente accettabile sostenendo che ci sono differenze rilevanti tra lo scenario del violinista e il caso tipico dell'aborto. Una delle obiezioni classiche è quella di Peter Singer che sostiene che un calcolo utilitaristico implicherebbe che la persona è moralmente obbligata a lasciare i propri reni collegati al violinista.
L'obiezione più comune è che le tesi della Thomson possono giustificare l'aborto solo in caso di stupro: infatti, nello scenario del violinista la persona viene rapita nottetempo contro la propria volontà e non ha potuto scegliere di essere collegata al violinista. Allo stesso modo, solo una donna violentata non ha potuto fare nulla per impedire la propria gravidanza. Ma nei casi comuni di aborto, la donna incinta ha avuto rapporti sessuali consenzienti: questo dà al feto un tacito consenso all'uso del corpo della donna (Obiezione del "tacito consenso"), oppure implica che la donna ha il dovere di mantenere in vita il feto poiché è stata lei a causare il bisogno del feto di annidarsi nel suo corpo (Obiezione della "responsabilità"). Altre obiezioni comuni sostengono che il feto è pur sempre il figlio della donna incinta, mentre il violinista è un estraneo (Obiezione dell'"estraneo vs prole") o che l'aborto uccide il feto, mentre staccare il violinista dal proprio corpo significa lasciarlo morire (Obiezione dell'"uccidere vs lasciar morire").
D'altro canto, i difensori delle tesi della Thomson rispondono che le presunte differenze tra il caso del violinista e il caso tipico di un aborto non sono importanti, perché i punti a cui i critici si aggrappano non sono moralmente significativi oppure perché le discrepanze sono rilevanti, ma non nel modo sostenuto dai critici.
Obiezioni meno comuni alle tesi della Thomson includono:
- L'obiezione "naturale vs artificiale"[12]: la gravidanza è un processo naturale, normale per la specie umana da un punto di vista biologico; invece, collegare il violinista a un donatore di reni è una forma estrema e inusuale di terapia salvavita che necessita di un intervento chirurgico. La differenza è moralmente rilevante e le due situazioni non possono essere paragonate. I pro-choice rispondono che ciò che è naturale non è implicitamente più legittimato o semplicemente migliore di ciò che non lo è.
- L'obiezione del "gemello siamese"[13]: il legame tra due gemelli siamesi ha un'analogia più completa con una gravidanza, rispetto all'esempio del violinista e del donatore di rene. Essendo immorale la separazione di gemelli siamesi, lo è allo stesso modo l'aborto. I pro-choice controbattono dicendo che i gemelli siamesi hanno pari diritto verso gli organi in comune, poiché sono stati concepiti nello stesso momento, differentemente dal feto, che è stato ovviamente concepito dopo la madre e che ha diritti minori sull'utilizzo del corpo della madre stessa[14].
- L'obiezione dei "differenti oneri"[15]: rimanere collegati al violinista è un onere molto superiore a quello richiesto da una gravidanza comune; scollegarsi da un violinista è moralmente accettabile, mentre un aborto non lo è. Come risposta si sostiene che anche fare nascere è un grande onere, che può richiedere un intervento chirurgico importante e che può mettere a rischio la vita della donna.
- L'obiezione dell'"artificialità"[16]: le considerazioni tratte dall'esperimento mentale della Thomson non sono affidabili e non forniscono alcuna autorizzazione all'aborto, poiché non esistono Società della Musica, o famosi violinisti con rare malattie ai reni, o rapitori pronti a obbligare qualcuno a cedere il proprio corpo all'uso altrui. I pro-choice rispondono che, essendo un esperimento mentale, non è creato per essere realistico, ma per spingere a riflettere sulla questione in oggetto.

Naturalmente, i sostenitori delle tesi della Thomson hanno ampiamente risposto a queste critiche e i critici hanno ampiamente ribattuto a queste risposte, alimentando tuttora il dibattito.